# Alice Bailly
Pour les articles homonymes, voir Bailly.
Alice Bailly, née Alice-Marie-Louise Bally le 25 février 1872 à Genève et morte le 1er janvier 1938 à Lausanne, est une peintre et graveuse suisse. Vaudoise d'adoption, elle a été proche des mouvements d'avant-garde du début du XXe siècle, tels que le cubisme, dadaïsme et fauvisme, qu'elle a contribué à faire connaître en Suisse romande.

## Biographie

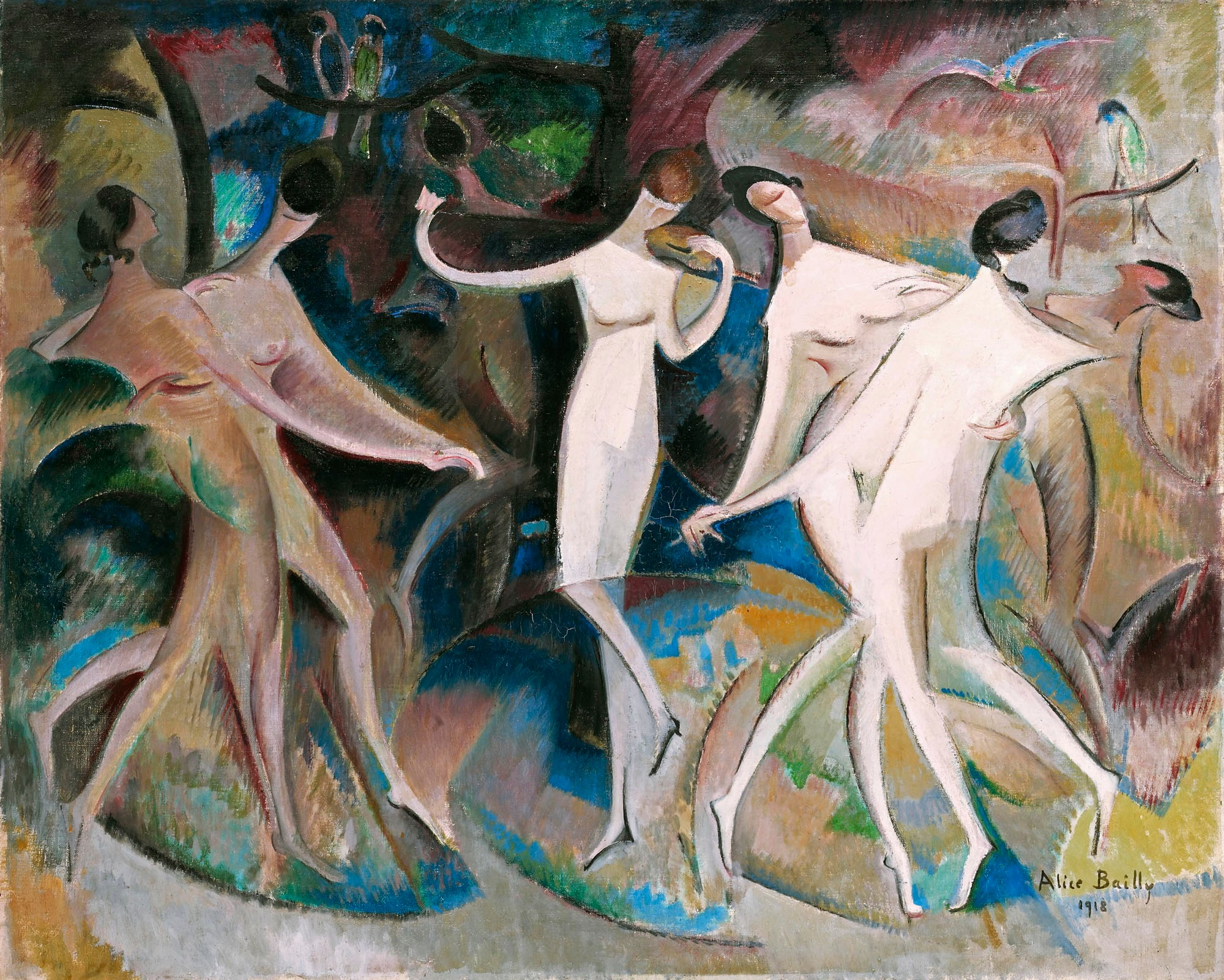
Le caprice des belles, 1918, huile sur toile, 65 x 81 cm.

Fille d'Antoine Bally, employé des Postes à Genève et de Victoire Gros, maîtresse d'allemand à l'école supérieure de Jeunes Filles, son épouse, Alice Bailly naît dans un milieu modeste. De 1891 à 1895, elle suit les cours de dessins de l'École des demoiselles attenante à l'École des Beaux-Arts de Genève (interdite aux femmes). Elle expose pour la première fois en 1900. Entre 1902 et 1904, elle se rend dans le canton du Valais où elle compose une série de gravures Les scènes valaisannes, notables sur le plan chromatique.
En 1906, elle s'installe à Paris, 11, rue Boissonade (actuel no 40) au sein d'une petite colonie suisse. Elle découvre en 1907 la Bretagne et y compose une nouvelle série de gravures Les scènes bretonnes.
En 1909, elle séjourne chez Cuno Amiet, avec qui elle se lie d'amitié, et elle obtient sa première bourse fédérale des beaux-arts. Le fauvisme influencera sa peinture jusqu’en 1910. Elle est également proche du mouvement Dada né à Zurich.
En 1911, elle se rend en Seine-et-Oise où elle rencontre André Lhote, Raoul Dufy et Roger Allard. À Paris, elle élargit son cercle d’amis, notamment à Juan Gris, Albert Gleizes. Sa peinture évolue vers un cubisme coloré, ce qui lui vaudra d’être classée parmi les orphistes par Guillaume Apollinaire.
En 1914, Alice Bailly revient en Suisse, à Genève, où elle s'installe et peint, en particulier La Rade de Genève, vol de mouettes. Elle y expose au Musée Rath.
Elle poursuit la gravure avec des œuvres comme Jacqueline Marval au bal de van Dongen de 1914.
La guerre la marque, cela se voit dans l'œuvre futuriste de 1916, La bataille de Tolochenaz ainsi que dans l'œuvre Hommage ému aux couleurs de la France (crayon, aquarelle, gouache).
Plusieurs tableaux montrent son amour pour la danse et la musique, tels La sonate à Dukas de 1917.

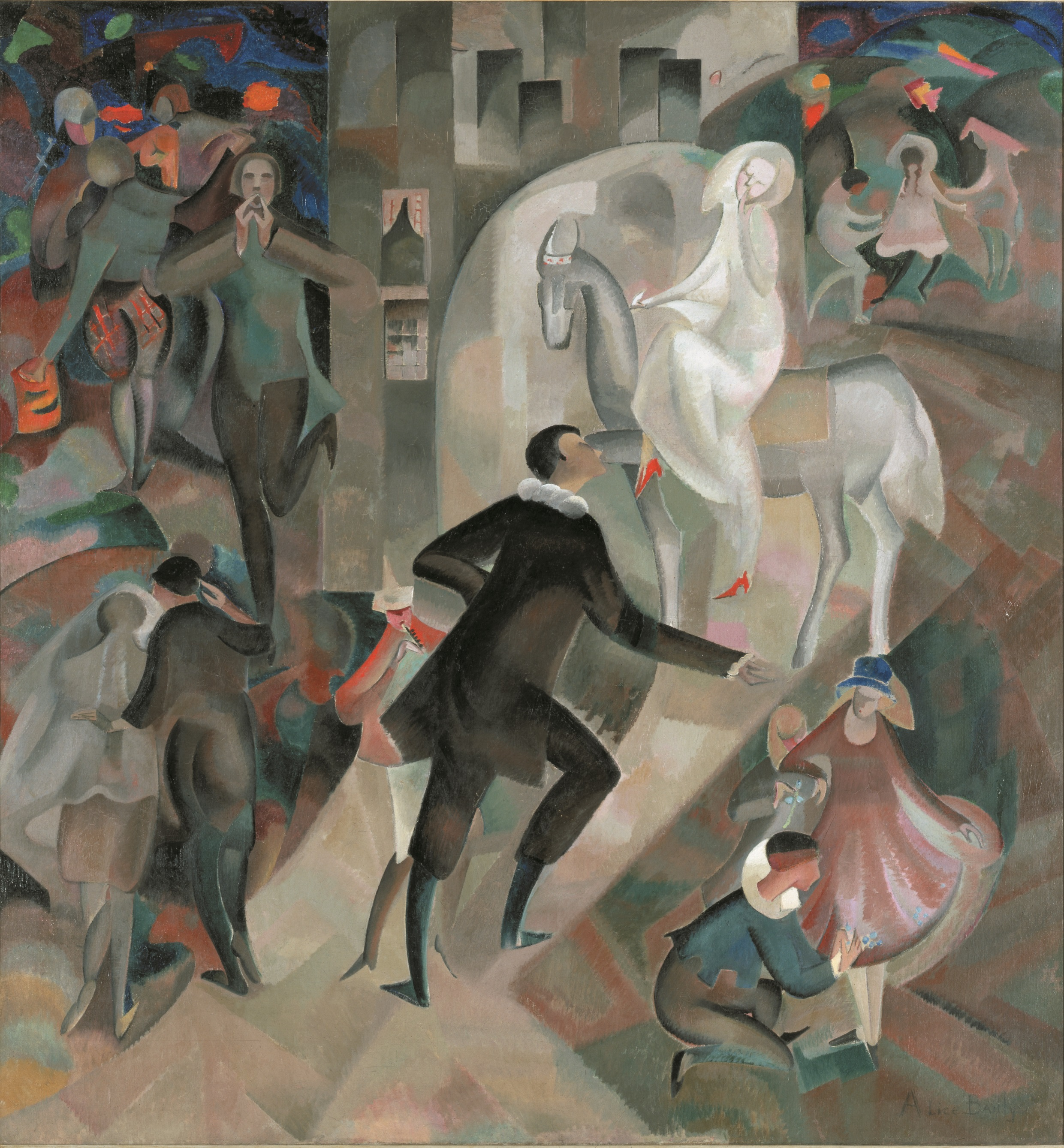
Alice Bailly, Fête étrange (Les Trouvères), non daté (1912-1923), Musée des Beaux-Arts de La Chaux-de-Fonds.

Parmi les techniques qu'elle utilise, se trouvent l'estampe, la peinture à l'huile - exemple Fête foraine de 1927 - , l'encre, notamment dans La danse, l'aquarelle, les techniques mixtes : gouache et encre de Chine - c'est par exemple le cas pour Fruits et mains (L'offrande) de 1919 - , crayon et fusain - voir à ce propos Le bal - , aquarelle sur crayon - en particulier dans Joie autour de l'arbre de 1913. Et sa propre technique de peinture-laine (voir infra).
De retour à Paris, en 1921, elle n’y retrouve pas le succès, malgré ses expositions au Salon des Indépendants et au Salon d’Automne. Cette période est caractérisée par « l'assourdissement de sa palette ». Même si en 1923 elle s’établit à Lausanne, elle continue à séjourner par intermittences dans la capitale française, où elle conserve un appartement. Mais elle se rend aussi à plusieurs reprises en Italie plus spécialement à Venise en 1926 où elle reçoit un prix à la Biennale, à Montepulciano en 1933 dont elle peint une représentation nocturne et à Rome en 1934.

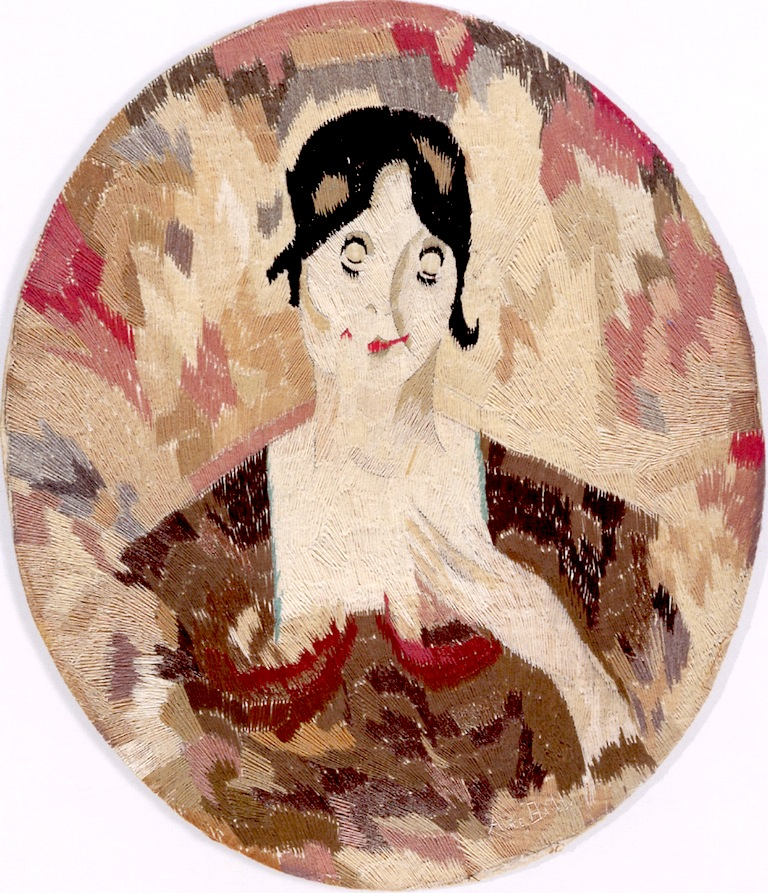
L. Florentin, 1918, peinture sur laine, 68 x 58 cm.

Alice Bailly invente le concept de « tableaux-laine » dès 1916, terme qu'elle crée pour éviter que l'on qualifie de « broderies » ses tableaux « peints avec de la laine ». Entre 1917 et 1923, elle exécute une cinquantaine de tels « tableaux-laine » : des fils multicolores sont lancés en lignées parallèles par-dessus et par-dessous une toile de coton. Parmi ses œuvres relevant de cette technique : Les Rythmiciennes, tableau exposé au Musée cantonal des Beaux-Arts de Lausanne, ou encore La Procession.
Elle est aussi connue pour son ornementation murale au Théâtre municipal de Lausanne, travail qui fut éprouvant physiquement.
Alice Bailly meurt dans son atelier de Longeraie à Lausanne en 1938.
Une exposition posthume en 1938 (puis en 1968 et 1985), ainsi que l’attribution d’une bourse à son nom  dès 1946 ont contribué à sa réputation. Les publications internationales consacrées à la femme artiste ont amplifié sa notoriété à partir du début des années 1980.

## Principales expositions

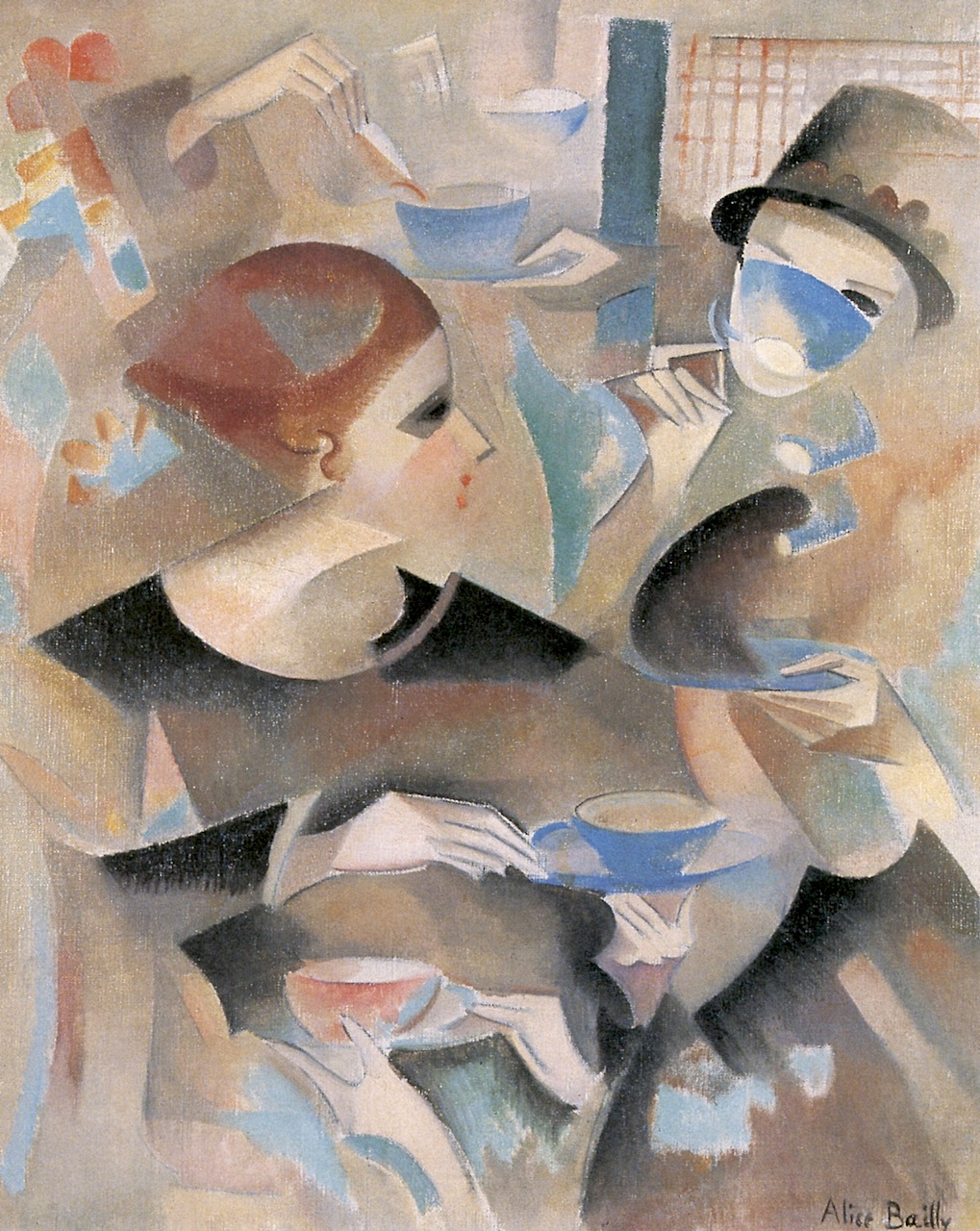
L'heure du thé, 1920, huile sur toile exposée lors de l'Exposition internationale d'art moderne de Genève, décembre 1920 - janvier 1921.

### Expositions
- Salon des artistes indépendants, Paris, 1908-1913
- Internationale Kunstausstellung, Munich
- Salon d'automne, Paris
- Galerie Georges Petit, Paris
- Kunsthaus de Zurich, exposition nationale d'art (X. Nationale Kunstausstellung im Kunsthaus Zürich), 1910
- Zurich SPSAS, 1912
- Genève Musée Rath et mai-série 1912, 1913
- Neuchâtel, 1912
- Berne, exposition nationale suisse, 1913
- Genève, 1917, La Pomme d'Or, exposition dont elle a réalisé l'affiche (gravure sur bois, en couleur)[29]
- Genève, Galerie Moos, 1918
- Kunsthaus de Zurich, 1919
- Kunsthalle de Berne, 1921
- Genève, exposition municipale
- Venise, Biennale 1926 (elle reçut le prix de la Biennale de Venise)[30]
- Kunsthalle de Berne, 1927
- Genève, Athénée 1932
- Kunsthalle de Berne, 1933
- Musée du Jeu de Paume, Paris, 1934

### Rétrospectives
- Basel, rétrospective septembre 1938
- Lausanne, Musée cantonal des Beaux-Arts, 1938[31]
- Genève, Musée de l'Athénée, 1957 (Cent ans de peinture genevoise : à l'occasion du centenaire de la Société des amis des beaux-arts)[32]

## Collections
- États-Unis

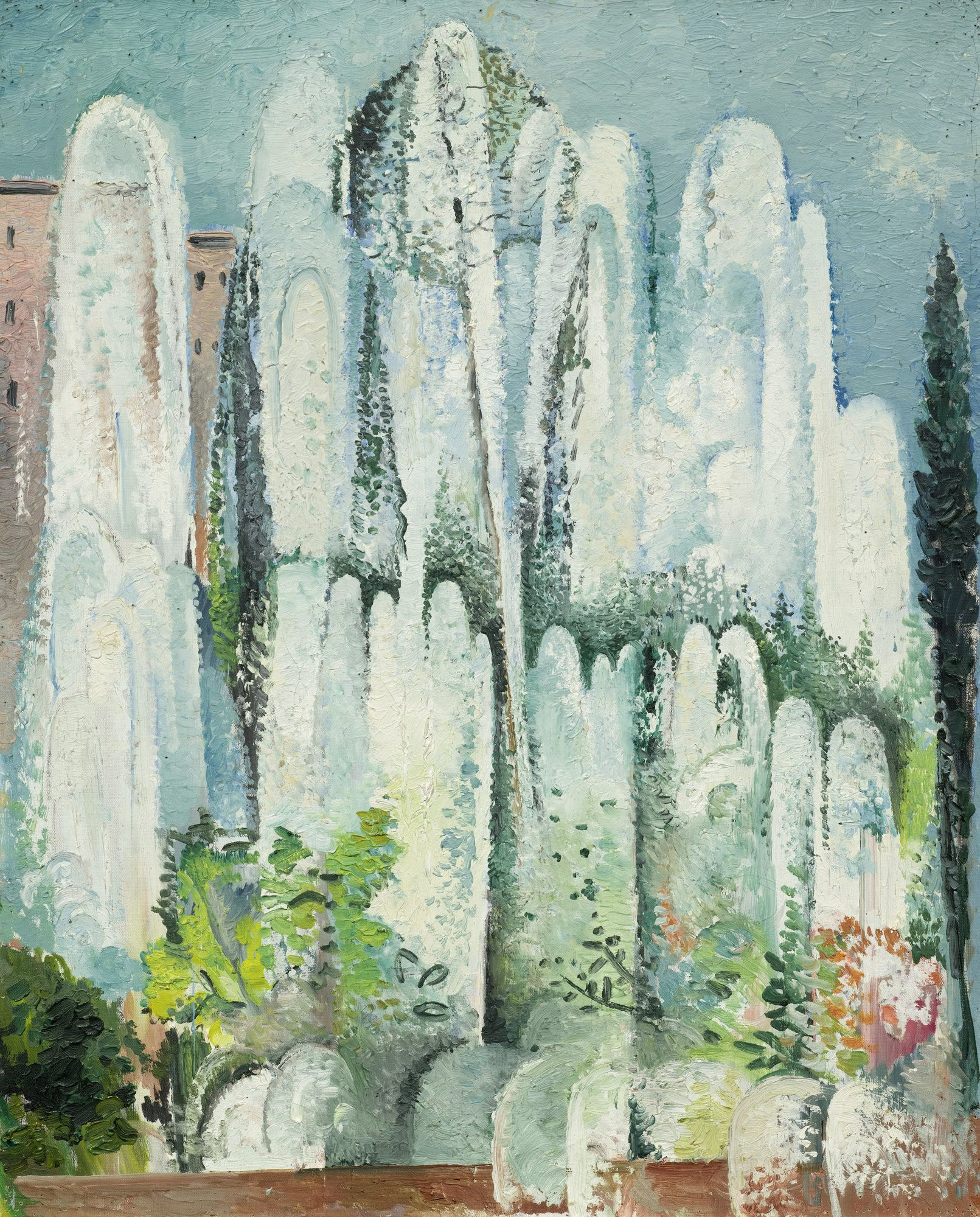
Fontaine dans un jardin de Rome, vers 1934, huile sur toile,.

  - National Museum of Women in the Arts, Washington
- France
  - Bibliothèque de l'Institut national d'Histoire de l'art, Paris (estampes[33])
- Suisse
  - Musée d'art et d'histoire de Genève (dont le Portrait de Claire-Lise Monnier)
  - Musée cantonal des beaux-arts de Lausanne
  - Musée des beaux-arts d'Argovie, Aarau
  - Musée des beaux-arts de Berne
  - Musée des beaux-arts de La Chaux-de-Fonds, Fête étrange (les Trouvères), 1918[34]
  - Musée d'art et d'histoire de Neuchâtel
  - Kunsthaus de Zurich
  - Musée des beaux-arts de Winterthour

## Fondation
- La Fondation Alice Bailly a été créée en 1946 pour soutenir des jeunes artistes suisses et romands[35].

Commandes publiques suisses :
- Triptyque, Maison de la Radio de Neuchâtel
- Hall de la gare de Neuchâtel, 1934
- Théâtre municipal de Lausanne, 1936